# Supermassive Black Hole (single)

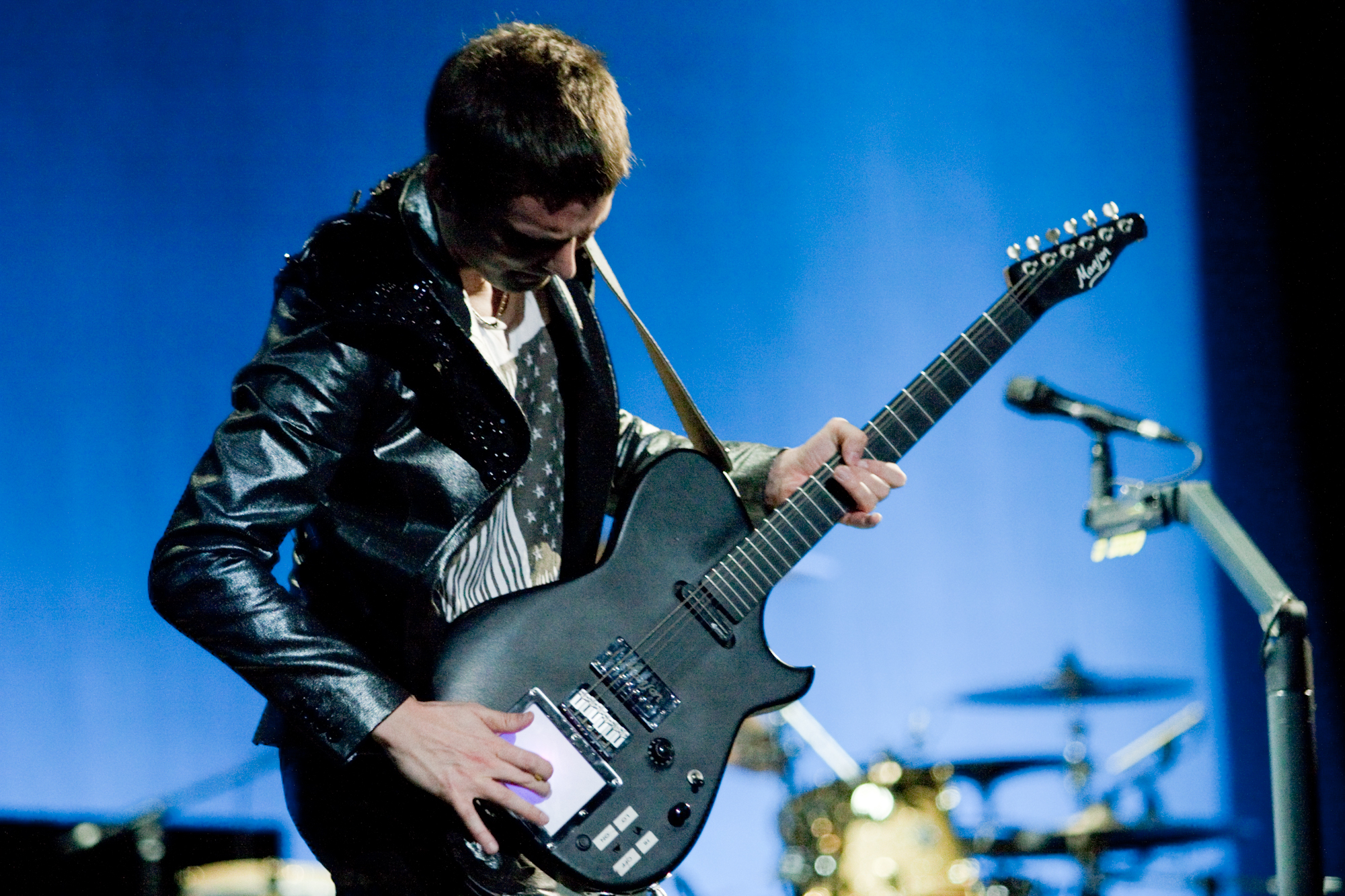
Zanger Matthew Bellamy stuurt zijn Kaoss Pad aan via een aanraakscherm op zijn gitaar.

Supermassive Black Hole is een nummer van de Britse rockband Muse. Het nummer werd uitgebracht op 19 juni 2006 als eerste single van het vierde studioalbum Black Holes and Revelations uit 2006. Het nummer kwam online al beschikbaar op 9 mei 2006, een dag nadat het zijn debuut maakte op de radio.

## Achtergrond
Het is het vreemdste dat we tot nu toe hebben gedaan. We zijn beïnvloed door enkele Belgische bands: Millionaire, dEUS, Evil Superstars, Soulwax, etc. Deze groepen waren de eerste die R&B-ritmes mengden met alternatieve gitaar. We voegden een beetje Prince en Kanye West toe. Het drumritme lijkt niet op die van rock, maar wordt ondersteund door Rage Against the Machine-riffs. We mengden veel dingen in dit nummer, met een beetje elektronica. Het is anders, langzaam, een beetje grappig.
— Matthew Bellamy

De B-kant van het nummer, Crying Shame, werd voor het eerst gespeeld op 19 december 2004 in het Earls Court Exhibition Centre. De tekst van het nummer werd veranderd tijdens de tour van 2005 en was de eerste studioproductie waarin zanger Matthew Bellamy vloekte:
Voordat de single verscheen ging het gerucht dat Crying Shame de eerste single zou zijn van het nieuwe album. Muziekblad Rolling Stone maakte bekend dat het ook de eerste single zou worden. Vele websites namen dit bericht over, maar later bleek dit echter niet te kloppen.
Tijdens concerten stuurt Bellamy zijn Kaoss Pad aan via een aanraakscherm op zijn gitaar. Dit doet hij om het instrumentale stuk uit het nummer na te doen.
De progressieve metalband Threshold heeft een cover van het nummer opgenomen. Een opname daarvan is te vinden op hun album Dead Reckoning. Zanger Billy Lunn van de Britse band The Subways heeft in eind 2009 een akoestische cover opgenomen.

## Videoclip
De videoclip van het nummer toont de band spelend in een kleine meubelzaak. De gezichten van de bandleden zijn bedekt met maskers. De video werd geregisseerd door Floria Sigismondi, die eerder al werkte voor The White Stripes en Interpol.

## Tracklist
Alle teksten zijn geschreven door Matthew Bellamy. 
| 1.                | Supermassive Black Hole | 3:29 |
| 2.                | Crying Shame            | 2:38 |
| Totale duur: 6:07 |                         |      |

| Nr. | Titel                   | Duur |
| --- | ----------------------- | ---- |
| 1.  | Supermassive Black Hole | 3:29 |

| 1.                 | Supermassive Black Hole (videoclip)                      | 3:29  |
| 2.                 | Supermassive Black Hole                                  | 3:29  |
| 3.                 | Supermassive Black Hole (achter-de-schermendocumentaire) | 12:04 |
| 4.                 | Fotogalerij                                              |       |
| Totale duur: 18:05 |                                                          |       |

## NPO Radio 2 Top 2000
| Nummer met noteringen in de NPO Radio 2 Top 2000 | '15 | '16 | '17 | '18 | '19 | '20 | '21 | '22 | '23 | '24 |
| ------------------------------------------------ | --- | --- | --- | --- | --- | --- | --- | --- | --- | --- |
| Supermassive Black Hole                          | 377 | 471 | 507 | 442 | 509 | 599 | 519 | 495 | 496 | 448 |

1. ↑  Een vetgedrukt getal geeft de hoogste notering aan.
2. ↑  2015 was het eerste jaar met een notering voor dit nummer.

## In andere media
- Het nummer is samen met Exo-Politics en Stockholm Syndrome beschikbaar in het computerspel Guitar Hero III.
- Een alternatieve studio-opname van het nummer staat op de soundtrack van FIFA 07. In deze versie is het gitaargedeelte meer vervormd.
- Op de 7-inch vinyl van Starlight is een remix van het nummer te vinden.
- Het nummer wordt gebruikt in een scene in de romantische fantasyfilm Twilight

## Trivia
- De single zou eerst een albumhoes krijgen van Storm Thorgerson. Deze werd afgewezen door de band. Deze koos later voor een albumhoes gemaakt door Jasper Goodall.